# Bushong (Kansas)
Pour les articles homonymes, voir Bushong.
Bushong est une ville américaine située dans le comté de Lyon, au Kansas. Selon le recensement de 2010, sa population est de 34 habitants.